# Pseudanthias regalis
Pseudanthias regalis é uma espécie de peixe da família Serranidae.
É endémica da Polinésia Francesa.